# Günter Schneider (Fußballspieler)
Günter Schneider (* 3. Juli 1924 in Planitz; † 29. November 2000 in Berlin) war Fußballspieler und Fußballfunktionär in der DDR.

## Jugend
Schneider wuchs im späteren Zwickauer Stadtteil Planitz auf und legte 1942 das Abitur ab. Anschließend wurde er zum Kriegsdienst in die deutsche Wehrmacht eingezogen. Zum 1. September 1942 trat er in die NSDAP ein.

## Fußballspieler
In den Fußball-Annalen tauchte Günter Schneider erstmals 1948 auf. Er stand als rechter Mittelfeldspieler in der Fußballmannschaft SG Planitz, die am 4. Juli 1948 die 1. Ostzonenmeisterschaft mit einem 1:0-Sieg über die SG Freiimfelde Halle gewann. Mit der Nachfolgemannschaft ZSG Horch Zwickau gewann Schneider auch die 1. DDR-Fußballmeisterschaft. Von insgesamt 26 Punktspielen bestritt er 15 Begegnungen und erzielte acht Tore. Am 26. September 1954 wirkte er im 5. Länderspiel der Fußballnationalmannschaft der DDR mit. Bei der 0:1-Niederlage gegen Polen in Rostock wurde er in der 75. Minute für Johannes Schöne eingewechselt. Es blieb bei diesem einen internationalen Kurzeinsatz. Am 3. Februar 1955 nahm Günter Schneider in der Deutschen Sporthalle in der Berliner Stalinallee vom stellvertretenden Vorsitzenden des Ministerrats, Walter Ulbricht, die staatliche Auszeichnung Meister des Sports entgegen und war somit einer von elf Fußballspielern der DDR, die an jenem Tag diese Ehrung erhielten.
Nach Abschluss der Oberligasaison 1956 beendete Schneider seine aktive Fußball-Laufbahn bei Motor Zwickau.

## Fußballfunktionär
Nach Kriegsende arbeitete Schneider zunächst als Neulehrer, 1947 trat er in die SED ein. Er ließ sich zum Industrie-Ökonomen ausbilden und war danach als Vertriebsleiter im Zwickauer Autowerk Sachsenring tätig. 1961 wurde er zum Vizepräsidenten des DDR-Fußballverbandes DFV berufen. 1968 wurde er Generalsekretär des DFV und von 1976 bis 1983 war er dessen Präsident. Nach dem Gewinn der Goldmedaille beim Fußballwettbewerb der Olympischen Spiele 1976 durch die DDR-Mannschaft wurde er mit dem Vaterländischen Verdienstorden in Bronze ausgezeichnet. Am 5. Februar 1983 wurde er in einer außerordentlichen Präsidiumssitzung abgewählt und von Günter Erbach abgelöst. Schneider übernahm wieder den Posten des Vizepräsidenten.
Nach den durch die politische Wende von 1989 ausgelösten gesellschaftlichen Veränderungen musste sich auch der DFV neu orientieren. Am 10. Februar 1990 trat Erbach als DFV-Präsident zurück und Günter Schneider übernahm kommissarisch dessen Funktion. Auf dem DFV-Verbandstag am 31. März 1990 kam es zur Spaltung in zwei Lager, die bisherigen Funktionäre wollte so lange wie möglich die alten Strukturen bewahren, das Lager der Basis, angeführt vom ehemaligen Magdeburger Torwart Hans-Georg Moldenhauer, drängte auf grundlegende Reformen und schnellen Anschluss an den bundesdeutschen Fußballbund DFB. In einer Kampfabstimmung zur Präsidentenwahl unterlag Schneider Moldenhauer mit 44:55 Prozent. Schneider zog sich daraufhin in das Privatleben zurück.

In einem Rundfunkinterview im August 1990 beschuldigte der populäre DDR-Auswahlstürmer Peter Ducke Schneider der jahrelangen Tätigkeit für den DDR-Staatssicherheitsdienst. 

„Er trat immer dort auf, wo es galt, Fußballer zu bespitzeln. Wir wurden auf Schritt und Tritt beschattet. Es war grauenhaft und widerlich.“

Schneider starb 76-jährig im Jahre 2000 in Berlin.

## Auszeichnungen
- Meister des Sports: 1955
- Vaterländischen Verdienstorden in Bronze: 1976